# Cerina Vincent

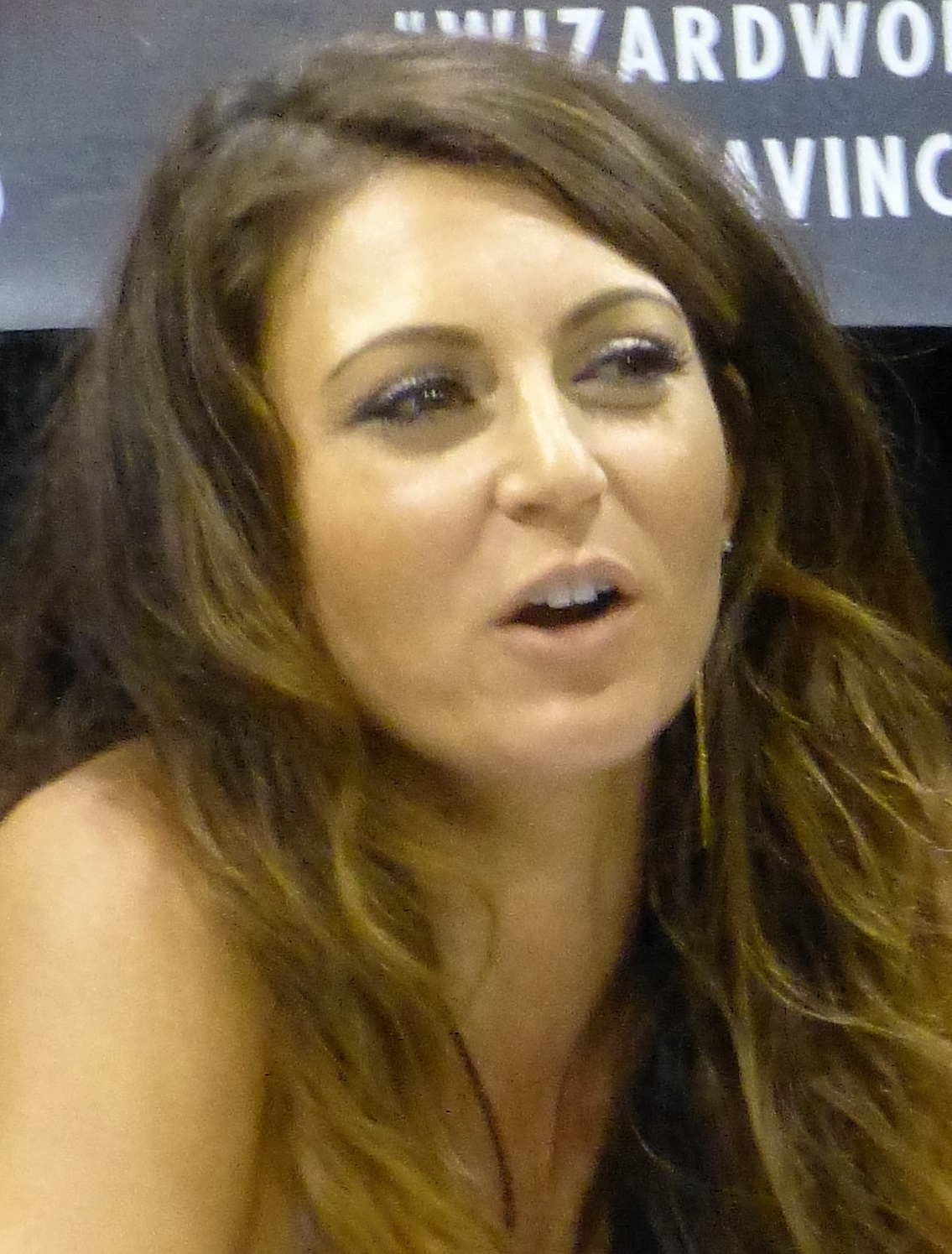
Cerina Vincent (2016)

Cerina Vincent (* 7. Februar 1979 in Las Vegas, Nevada) ist eine US-amerikanische Schauspielerin italienischer Abstammung. Bekanntheit erlangte sie durch ihr Mitwirken in der US-amerikanischen Fernsehserie Power Rangers und dem Horrorfilm Cabin Fever.

## Leben und Wirken
Vincent wurde 1979 in Las Vegas geboren. Im Jahr 1996 gewann sie den Titel der Miss Nevada Teen USA und nahm somit an der Wahl zur Miss Teen USA teil. 1999 spielte sie Maya, den gelben Ranger in der Fernsehserie Power Rangers: Lost Galaxy. In den Filmen Cabin Fever und Haunted Hill – Die Rückkehr in das Haus des Schreckens hatte sie in den darauffolgenden Jahren ihre ersten bekannteren Filmrollen. Des Weiteren war sie in den Serien Malcolm mittendrin, Felicity, Ally McBeal, CSI: Den Tätern auf der Spur, Bones, Two and a Half Men und Gary Unmarried zu sehen.
2007 schrieb sie ihr erstes Buch mit dem Titel How to Eat Like a Hot Chick (dt. Titel: Die Diva-Diät). Sie porträtiert Monika in Steven R. Monroes Thriller MoniKa, dort spielt Vincent die Hauptrolle neben C. Thomas Howell und Tim Thomerson. Im April 2012 übernahm Vincent neben Tony Todd und Reggie Bannister die Hauptrolle in der Horror-Serie Zombie Family.

## Filmografie (Auswahl)
- 1999: Fear Runs Silent
- 2001: Malcolm mittendrin (Malcolm in the Middle , Fernsehserie, Folge 2x21)
- 2001: Nicht noch ein Teenie-Film! (Not Another Teen Movie)
- 2002: Darkened Room
- 2002: Cabin Fever
- 2004: Final Sale
- 2004: Murder-Set-Pieces
- 2005: Intermedio
- 2005: Conversation(s) With Other Women (Conversations with Other Women)
- 2005: It Waits
- 2006: The Surfer King
- 2006: Seven Mummies
- 2006: Sasquatch Mountain
- 2006: Pennies
- 2007: Just Add Water
- 2007: Wifey
- 2007: Everybody Wants to Be Italian
- 2007: Haunted Hill – Die Rückkehr in das Haus des Schreckens (Return to House on Haunted Hill)
- 2008: Toxic
- 2007: The Prince, the Pimp, the Jackal and the Spayed
- 2008: Fashion Victim
- 2009: Two and a Half Men (Fernsehserie, Folge 5x12 „Die Elefantenpille“)
- 2012: The Walking Dead (Webisode: Cold Storage)
- 2012: Monika – Eine Frau sieht rot (MoniKa)
- 2012: Ein Erbe voller Überraschungen (The Thanksgiving House, Fernsehfilm)
- 2015: Freaks of Nature
- 2016–2018: Mittendrin und kein Entkommen (Stuck in the Middle, Fernsehserie, 57 Folgen)
- 2017: Broken Memories
- 2017: The Reflex Experience (Fernsehserie)
- 2019: Navy CIS: L.A. (NCIS: Los Angeles, Fernsehserie, Folge 11x05)
- 2020: The Work Wife
- 2020: My Daughter’s Psycho Friend (Fernsehfilm)
- 2020: Killing Eleanor
- 2020: Secrets in the Water
- 2023: That’s a Wrap